# 信濃屋
信濃屋（しなのや）は、株式会社信濃屋食品が東京都（主に城南地区）に店舗展開するスーパーマーケットチェーンである。酒類の品揃えが豊富なことに特徴がある。本社は東京都世田谷区代田。

## 概説
ワインを中心にウイスキーなど酒類の品揃えが豊富で、それに合わせてチーズや菓子などの食品に関しても、近隣のスーパーに比べてやや高価なものを取り扱っている。

## 店舗

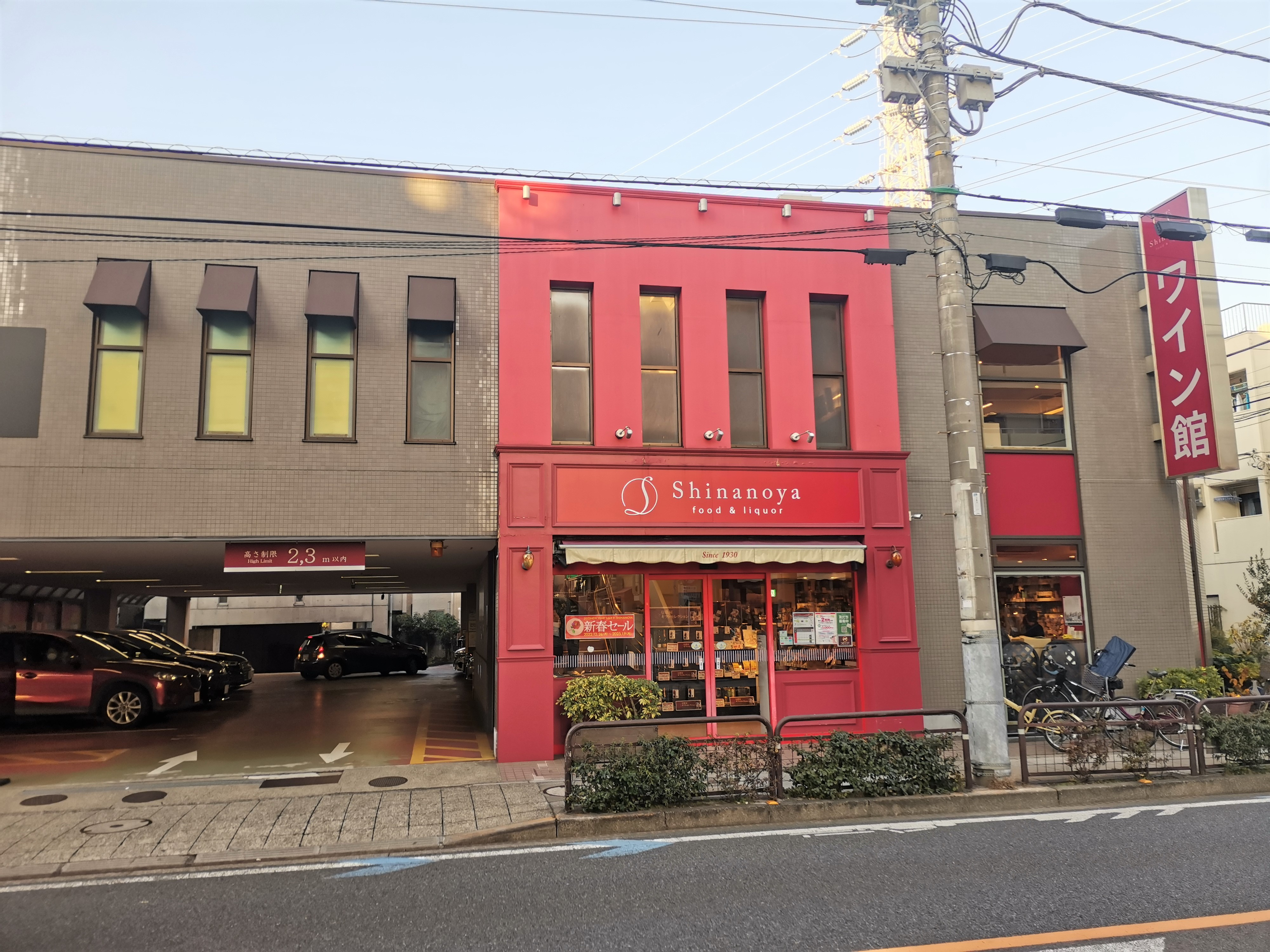
信濃屋ワイン館

- 銀座店
- 新橋店
- 目黒店
- 新宿店
- 田園調布店
- 武蔵小山店
- 横浜馬車道店
- 道玄坂店
- 代田店（食品館）
- 代田店（ワイン館）
- 野沢店
- 喜多見駅前店
- 北千住マルイ店
- 豊洲フォレシア店
- ネット店